# Kyle Alessandro

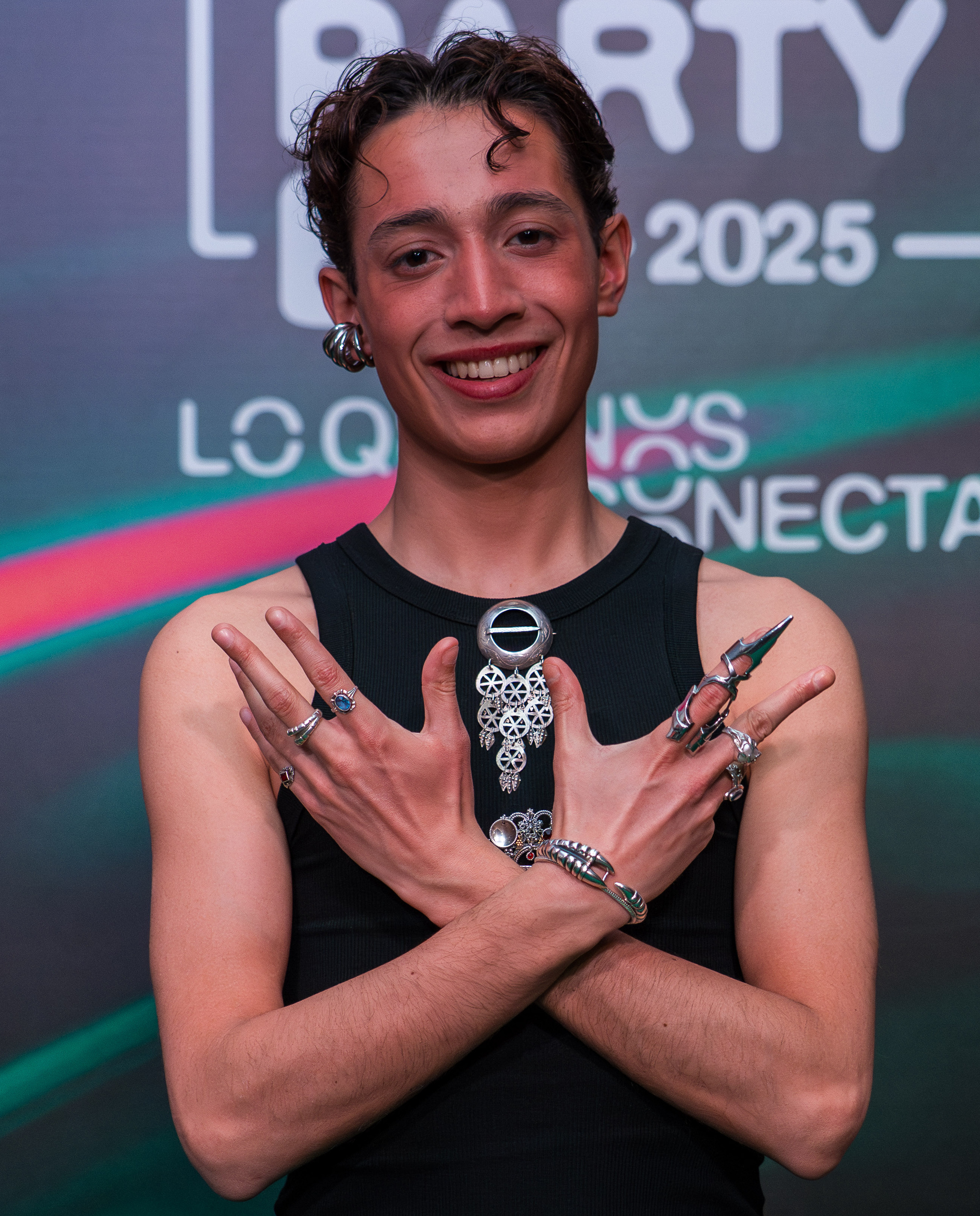
Kyle Alessandro, 2025

Kyle Alessandro Helgesen Villalobos (* 10. März 2006) ist ein norwegischer Sänger, der unter dem Namen Kyle Alessandro auftritt. Er vertrat Norwegen mit dem Lied Lighter beim Eurovision Song Contest 2025.

## Leben
Kyle Alessandro stammt aus Steinkjer. Seine Eltern, ein Spanier und eine Norwegerin, wuchsen beide in der andalusischen Stadt Fuengirola auf. Im Jahr 2017 nahm er im Alter von zehn Jahren an der bei TV 2 ausgestrahlten Castingshow Norske Talenter teil. Es folgten Auftritte in TV-Shows wie Allsang på grensen und er gab mehrere Singles sowie das Album Første kapittel heraus.
Beim Melodi Grand Prix 2023, dem norwegischen Vorentscheid für den Eurovision Song Contest, trat er gemeinsam mit Kristian Haux und Magnus Winjum als Teil des Kollektivprojekts Umami Tsunami auf. Die Gruppe konnte sich mit dem Lied Geronimo für das Finale qualifizieren, in dem sie den letzten Platz belegten. Zwei Jahre später kehrte er mit dem Beitrag Lighter, der in Zusammenarbeit mit dem Produzenten Adam Woods entstand, als Solokünstler zum Melodi Grand Prix 2025 zurück. Er konnte den Vorentscheid gewinnen und erhielt somit das Recht, Norwegen beim Eurovision Song Contest 2025 zu vertreten. Im ersten Halbfinale des Eurovision Song Contests erreichte er mit 85 Punkten den achten Platz und qualifizierte sich somit für das Finale. Dort erzielte Villalobos mit 89 Punkten, davon 67 Punkte vom Publikum, den 18. Platz.

## Diskografie

### Alben
- 2017: Første kapittel
- 2023: Evig & alltid

### Singles
| Jahr | Titel Album | Höchstplatzierung, Gesamtwochen, AuszeichnungChartplatzierungen (Jahr, Titel, Album, Platzierungen, Wochen, Auszeichnungen, Anmerkungen) | Höchstplatzierung, Gesamtwochen, AuszeichnungChartplatzierungen (Jahr, Titel, Album, Platzierungen, Wochen, Auszeichnungen, Anmerkungen) | Höchstplatzierung, Gesamtwochen, AuszeichnungChartplatzierungen (Jahr, Titel, Album, Platzierungen, Wochen, Auszeichnungen, Anmerkungen) | Höchstplatzierung, Gesamtwochen, AuszeichnungChartplatzierungen (Jahr, Titel, Album, Platzierungen, Wochen, Auszeichnungen, Anmerkungen) | Höchstplatzierung, Gesamtwochen, AuszeichnungChartplatzierungen (Jahr, Titel, Album, Platzierungen, Wochen, Auszeichnungen, Anmerkungen) | Anmerkungen                           |
| Jahr | Titel Album | NO | SE | DE | AT | CH | Anmerkungen                           |
| ---- | ----------- | --- | --- | --- | --- | --- | ------------------------------------- |
| 2025 | Lighter –   | NO6 (15 Wo.)NO | SE19 (4 Wo.)SE | DE68 (2 Wo.)DE | AT14 (3 Wo.)AT | CH8 (4 Wo.)CH | Erstveröffentlichung: 24. Januar 2025 |

Weitere Lieder
- 2017: Din sang
- 2017: Boomerang
- 2018: Som du e
- 2018: Dødskul
- 2018: Señorita
- 2018: Hoodie
- 2019: Fly med meg
- 2019: Hun er forelska i lærer’n
- 2019: Mi Corazón
- 2022: Solo
- 2023: Geronimo (Umami Tsunami mit Kyle Alessandro, Kristian Haux und Magnus Winjum)
- 2024: Rodeo
- 2024: Loyal (Umami Tsunami mit Kyle Alessandro, Kristian Haux und Magnus Winjum)
- 2024: Pulse
- 2024: Kommer du? (mit Hilmer)